# Győző Veres
Győző Veres   (Berekböszörmény, 13 de juny de 1936 - Melbourne, 1 de febrer de 2011) fou un aixecador de peses hongarès que va competir durant les dècades de 1950 i 1960.
El 1960 va prendre part en els Jocs Olímpics d'Estiu de Roma, on va guanyar la medalla de bronze en la competició del pes tres-quarts pesant del programa d'halterofília. Quatre anys més tard, als Jocs de Tòquio, guanyà una nova medalla de bronze en la prova del pes pesant lleuger. El 1968, a Ciutat de Mèxic, disputà els seus tercers, i darrers, Jocs Olímpics, on fou quart en la prova del pes pesant lleuger.
En el seu palmarès també destaquen cinc medalles al Campionat del món d'halterofília, dues d'or, dues de plata i una de bronze, entre les edicions del 1961 i 1966. Al Campionat d'Europa d'halterofília guanyà sis medalles, dues d'or, dues de plata i dues de bronze entre el 1959 i 1966.
Durant la seva carrera esportiva va establir divuit rècords mundials. El 1962 va ser escollit esportista hongarès de l'any.
El 1973 va emigrar, primer a Turquia i posteriorment a Austràlia, on va treballar en un concessionari d'automòbils i on passà la resta de la seva vida.